# 长江碘泡虫
长江碘泡虫（学名：Myxobolus changkiangensis）为碘泡科碘泡虫属的动物。在中国，分布于湖北等，营寄生生活，寄生在鲫的胆囊。